# William Wain Prior
William Wain Prior (ur. 18 lipca 1876 w Kopenhadze, zm. 9 marca 1946 we Frederiksbergu) – duński wojskowy, generał porucznik. Naczelny dowódca Hæren w latach 1939–1941.

## Życiorys
W 1896 roku dołączył do wojska i rozpoczął dwuletnią szkołę oficerską. W 1898 awansowany na porucznika. Od 1905 roku służył w sztabie generalnym. W 1910 został awansowany na kapitana, w latach 1917–1924 był dowódcą jednej z sekcji sztabu. W 1924 został pułkownikiem i przez cztery następne lata był wykładowcą w duńskich uczelniach wojskowych.
W 1929 został pułkownikiem i powrócił do służby w sztabie generalnym. Rok później został awansowany na generała majora. W 1937 roku został awansowany na stopień generała porucznika i objął dowództwo nad Dywizją Zelandzką. W grudniu 1939 roku został mianowany naczelnym dowódcą armii duńskiej, próbował przekonać duński rząd do rozpoczęcia zdecydowanych działań w celu poprawy obronności Danii, jego apele pozostały jednak bez echa.
9 stycznia 1940, bez porozumienia z władzami wprowadził stan gotowości bojowej duńskich wojsk na granicy z III Rzeszą, został jednak później za to ukarany. 8 kwietnia, dzień przez atakiem III Rzeszy na Danię sugerowano, że w związku z konfliktami z rządem Prior miał problemy psychiczne. Podczas inwazji usilnie próbował przekonać rządzących do tego, żeby pozwolono wojskowym aktywnie bronić kraju.
Po kapitulacji Danii dalej pozostawał dowódcą duńskiej armii, kolaborującej z okupantami, próbował jednak jak najbardziej ograniczać wsparcie armii duńskiej dla Wehrmachtu. W 1940 działacze DNSAP próbowali namówić go by został premierem kolaboracyjnego rządu, Prior odmówił. W październiku 1941 zrezygnował z pełnionej funkcji.